# Didymochlamys connellii
Didymochlamys connellii är en måreväxtart som beskrevs av Nicholas Edward Brown. Didymochlamys connellii ingår i släktet Didymochlamys och familjen måreväxter. Inga underarter finns listade i Catalogue of Life.